# مفوض مجلس اللوردات للمعايير
مفوض مجلس اللوردات للمعايير هو موظف في مجلس اللوردات البريطاني. تم إنشاء هذا المنصب في عام 2010 ليكون «مسؤولاً عن التحقيق المستقل والنزيه في الانتهاكات المزعومة لقواعد السلوك الخاصة بمجلس اللوردات». تشمل واجبات المفوض التحقيق في احتمال إساءة استخدام النفقات والمرافق البرلمانية.  آراء الأعضاء، أو الطريقة التي يعبرون بها عن أنفسهم، لا تقع ضمن نطاق الأختصاص. 
المفوض الحالي هي لوسي سكوت مونكريف. 

## المفوضين
- تم تعيين بول كيرناغان في عام 2010 كأول مفوض. عمل السيد كيرناغان سابقًا في الشرطة، وبلغ ذروته في فترة تسع سنوات كرئيس للشرطة في هامبشاير حتى عام 2008، تليها الخدمة كرئيس للبعثة الأوروبية لمساندة الشرطة الفلسطينية.

- تم تعيين لوسي سكوت مونكريف، الرئيسة السابقة لجمعية القانون، [3] لمدة خمس سنوات اعتبارًا من 1 يونيو 2016.